# Inhaberaktie

Inhaberaktie der Altenburger und Stralsunder Spielkarten-Fabriken AG über 50 DM

Inhaberaktien (englisch bearer shares) sind Wertpapiere, die einen Bruchteil des Grundkapitals an Aktiengesellschaften oder am Kommanditkapital einer Kommanditgesellschaft auf Aktien verbriefen und im Hinblick auf ihre Übertragbarkeit als Inhaberpapiere ausgestaltet sind.

## Geschichte
Die nachweislich erste Inhaberaktie wurde in Deutschland im Jahre 1688 von der Brandenburgisch-Afrikanischen Compagnie eingeführt. In Deutschland dominierte die Namensaktie noch bis in die erste Hälfte des 19. Jahrhunderts, nur Eisenbahnaktien waren als Inhaberaktien ausgestaltet. Die Inhaberaktie war zwar als Regel vorgesehen, jedoch aufgrund des Preußischen Aktiengesetzes von 1833 genehmigungspflichtig, aber aufgrund eines Ministerialerlasses sollte diese Genehmigung nur ausnahmsweise erteilt werden.

## Rechtsgrundlagen
Das Gesetz enthält sich seit 1978 einer Vermutung zu Gunsten der einen oder anderen Aktienart, denn § 23 Abs. 3 Nr. 5 AktG verlangt eine eindeutige Regelung in der Satzung der Aktiengesellschaft, ob die Aktien als Inhaber-, Namensaktien oder vinkulierte Namensaktien ausgegeben werden. Bis dahin war die Inhaberaktie als Normalfall vorgesehen, denn § 24 AktG a.F. ging davon aus, dass es sich um Inhaberaktien handelt, wenn die Satzung der Aktiengesellschaft nichts anderes bestimme. In Deutschland überwiegt der Anteil der Inhaberaktien bei allen börsennotierten Aktien. 
Soweit nicht aktien- oder mitgliedschaftsrechtliche Bestimmungen entgegenstehen, sind bei Inhaberaktien die Vorschriften über die Inhaberschuldverschreibung analog anwendbar (§§ 793 ff. BGB), insbesondere § 805 und § 806 BGB. Dabei sind die Rechte und Pflichten des Aktionärs so eng mit der Aktienurkunde verbunden, dass die Übertragung der Urkunde auch die Übertragung aller Rechte und Pflichten bedeutet. Der Charakter als Inhaberpapier erhöht die Verkehrsfähigkeit von Inhaberaktien, weil sie formlos durch bloße Einigung und Übergabe auf einen neuen Erwerber übertragen werden können (§§ 929 ff. BGB). Dabei gilt auch für Inhaberaktien der erweiterte Gutglaubensschutz für Inhaberpapiere, die auch dann noch gutgläubig erworben werden können, wenn sie dem Eigentümer gestohlen wurden, verloren gegangen oder sonst wie abhandengekommen sind (§ 935 Abs. 2 BGB). Für Kreditinstitute gelten diese Vorschriften jedoch nur eingeschränkt (§ 367 HGB).
Sowohl Stamm-, als auch Vorzugsaktien können als Inhaber- oder (vinkulierte) Namensaktien ausgegeben werden. Dabei ist auch eine Segmentierung möglich, d. h., dass ein Teil der Stammaktien als vinkulierte Namensaktien geführt wird und ein restlicher Teil als Inhaberaktien.

## Rechte und Pflichten des Aktionärs
Bei allen Aktien beruht die aktienrechtliche Mitgliedschaft des Aktionärs auf der Übernahme (§ 29, § 23 Abs. 2 Nr. 2 AktG) oder Zeichnung der Aktien (§ 185 AktG) und entsteht mit der konstitutiv wirkenden Eintragung der Aktiengesellschaft ins Handelsregister. Inhaberaktien verbriefen wie alle Aktien die Mitgliedschaft an einer Aktiengesellschaft als Summe einzelner Rechte und Pflichten des Aktionärs, insbesondere
- Stimmrechte (§ 12, § 134 AktG),
- Dividendenanspruch, soweit die Hauptversammlung einen Verteilungsbeschluss gefasst hat (§ 58 Abs. 4, § 174 AktG)
- Pflicht zur Einlagenleistung (§ 54 AktG) und
- Auskunftsrechte in der Hauptversammlung (§ 131 AktG).

Die Einladung zur Hauptversammlung wird bei Inhaberaktien von den Depotbanken an die Aktionäre weitergegeben, Stimmrechte können durch Anmeldung und Vorlage der Hinterlegungsbescheinigung der Depotbank wahrgenommen werden, während bei Namensaktien die Eintragung im Aktienbuch erforderlich ist. Zum Nachweis der Aktionärseigenschaft genügt bei depotverwahrten Inhaberaktien die Vorlage einer Depotbestätigung gemäß § 123 Abs. 3 Satz 2 AktG, in der vom Kreditinstitut bestätigt wird, dass die namentlich und mit Adresse benannten Aktionäre seit mindestens drei Monaten vor Antragstellung Inhaber der Aktien sind, und die zum Zeitpunkt der Vorlage bei der Gesellschaft nicht älter als sieben Tage sein darf. Diese Depotbestätigung muss der Gesellschaft spätestens am dritten Werktag vor der Hauptversammlung zugegangen sein.
Inhaberaktien ermöglichen nicht nur eine schnellere Übertragbarkeit, sondern erleichtern auch die Verwaltung bei der Aktiengesellschaft. Der häufig wechselnde Inhaber ist der Gesellschaft nicht bekannt, während sie für Namens- und vinkulierte Namensaktien sogar ein Aktienbuch zu führen hat. Hier gilt nur derjenige als Aktionär, der als solcher im Aktienbuch eingetragen ist (§ 67 Abs. 2 AktG). Bei den Inhaberaktien ist ihr jeweiliger Inhaber der Aktionär.

## Börsenfähigkeit
Diese hohe Verkehrsfähigkeit ist eine wesentliche Voraussetzung für den Börsenhandel, der eine hohe Fungibilität der gehandelten Wertpapiere erfordert. Als börsenfähig gelten Wertpapiere, die die Voraussetzung einer Börsenzulassung erfüllen. Nach § 5 Abs. 1 Börsenzulassungs-Verordnung ist die freie Handelbarkeit der Wertpapiere Zulassungsvoraussetzung für die amtliche Börsennotierung. Die „Bedingungen für Geschäfte an der Frankfurter Wertpapierbörse vom 12. Oktober 2009“ gehen bei der Lieferbarkeit von Aktien nicht ausdrücklich auf Inhaberaktien ein, sondern regeln insbesondere die Lieferbarkeit von Namensaktien und gehen generell von der Lieferbarkeit von Inhaberaktien aus.

## International
Auch in Belgien, den Niederlanden, Österreich oder Dänemark dominiert an Börsen die Inhaberaktie. In Großbritannien und in den USA wird hingegen die Namensaktie bevorzugt.